# Hovalarinus
Hovalarínus — підрід жуків родини Довгоносики (Curculionidae) роду Larinus.

## Зовнішній вигляд
Характерна ознака підроду — на надкрилах жуків стирчать пучки довгих щетинок

## Спосіб життя
Невідомий.

## Географічне поширення
Південна Африка

## Класифікація
Описано щонайменше 6 видів підроду — мешканців острова Мадагаскар.